# Seyval Blanc

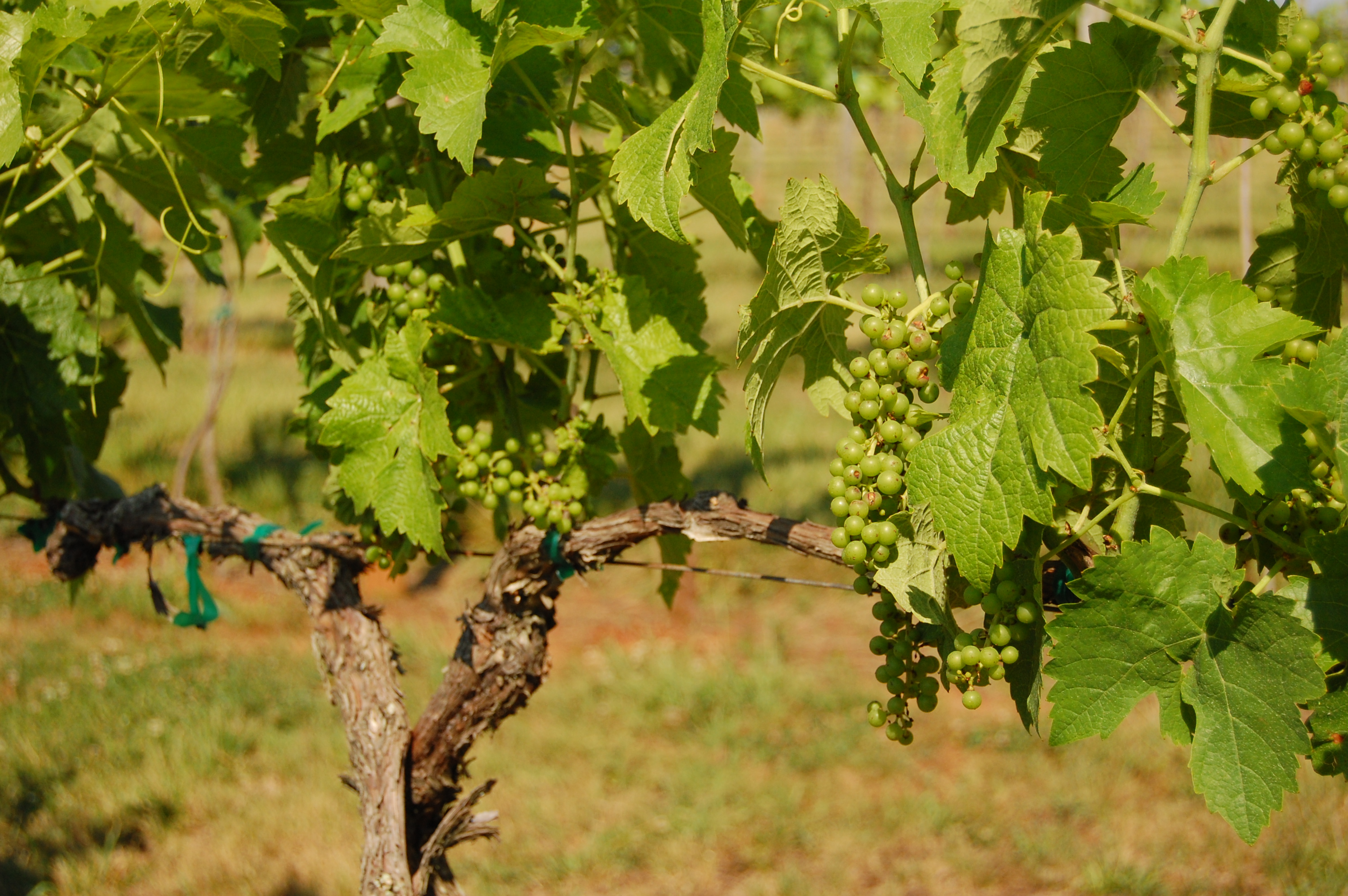
Seyval Blanc-druif

Seyval blanc, ook wel seyve-villard genoemd, is een witte vroegrijpe hybridedruif die goed gedijt in een koeler klimaat. Hierom wordt de druif vooral veel aangeplant in het Verenigd Koninkrijk, de noordelijke regio’s in het oosten van de Verenigde Staten en Canada.
De druif zou rond 1920, in het Franse Saint-Vallier, middels kruising van de rayon d'or en seibel zijn gecreëerd door Bertille Seyve en zijn zwager Villard. Omdat het hier om een hybridevariant gaat en niet om een zuivere Vitis vinifera, mag de druif als zodanig in de Europese Unie niet voor kwaliteitswijnen gebruikt worden.
Karakteristiek voor de seyval blanc zijn de citruselementen en mineralen, zoals die zo kenmerkend zijn bij witte bourgognewijnen. De wijnen zijn echter niet van dat niveau, doch verbeteren zich vaak wel na enige rijping op fust.
Men plant de seyval blanc ook wel aan voor gebruik als tafeldruif. Ook in privé tuinen is de druif populair omdat de druif zich gemakkelijk langs hekken en pergola’s laat leiden.
Overigens dient te worden opgemerkt dat de siebel-hybriden ook hebben geleid tot de rayon d’or-druif en werden gebruikt om door te kruisen naar onder andere de St.Pepin-druif.

## Synoniemen[1]
- Seival
- Seival blanc
- Seyve Villard
- Seyve Villard 5276
- SV 5276.